# Simone Pétrement
Simone Pétrement (Nemours, 6 giugno 1907 – Margency, 15 dicembre 1992) è stata una saggista e filosofa francese, fra i massimi studiosi del XX secolo in materia di gnosticismo.
Il suo saggio Le Dieu séparé le ha valso, nel 1985, il prix Montyon rilasciato dall'Académie française, che le aveva già conferito, nel 1974, il prix Broquette-Gonin per la sua biografia La vie de Simone Weil. In gioventù, difatti, fu compagna di classe di Simone Weil, con la quale seguì le lezioni di Alain.

## Opere
- (FR) Simone Pétrement, Le dualisme dans l'histoire de la philosophie et des religions. Introduction a l'etude du dualisme platonicien, du gnosticisme et du manicheisme, Parigi, Gallimard, 1946.
- (FR) Simone Pétrement, Le dualisme chez Platon, les gnostiques et les manichéens, Parigi, Presses Universitaires de France, 1947.
- (FR) Simone Pétrement, Valentin est-il l'auteur de l'Epitre à Diognète?, Strasburgo, Faculté de Théologie Protestante, 1966.
- (FR) Simone Pétrement, Le mythe des sept archontes créateurs peut-il s'expliquer à partir du christianisme?, Leida, E. J. Brill, 1967.
- (FR) Simone Pétrement, La vie de Simone Weil, Parigi, Fayard, 1997  [1973], ISBN 978-2-213-67483-4.
- (FR) Simone Pétrement, Le Dieu séparé. Les origines du gnosticisme, Parigi, Les Éditions du Cerf, 1984, ISBN 2-204-02166-0.

In lingua italiana
- Simone Pétrement, La vita di Simone Weil, traduzione di Efrem Cierlini, a cura di Maria Concetta Sala, con una nota di Giancarlo Gaeta, Milano, Adelphi, 1994, ISBN 88-459-1040-7.
- Simone Pétrement, Il dualismo nella storia della filosofia e delle religioni, traduzione di Roberto Peverelli, a cura e con introduzione di Roberto Peverelli, Milano, Medusa, 2020, ISBN 978-88-7698-238-5.